# Intihuatana

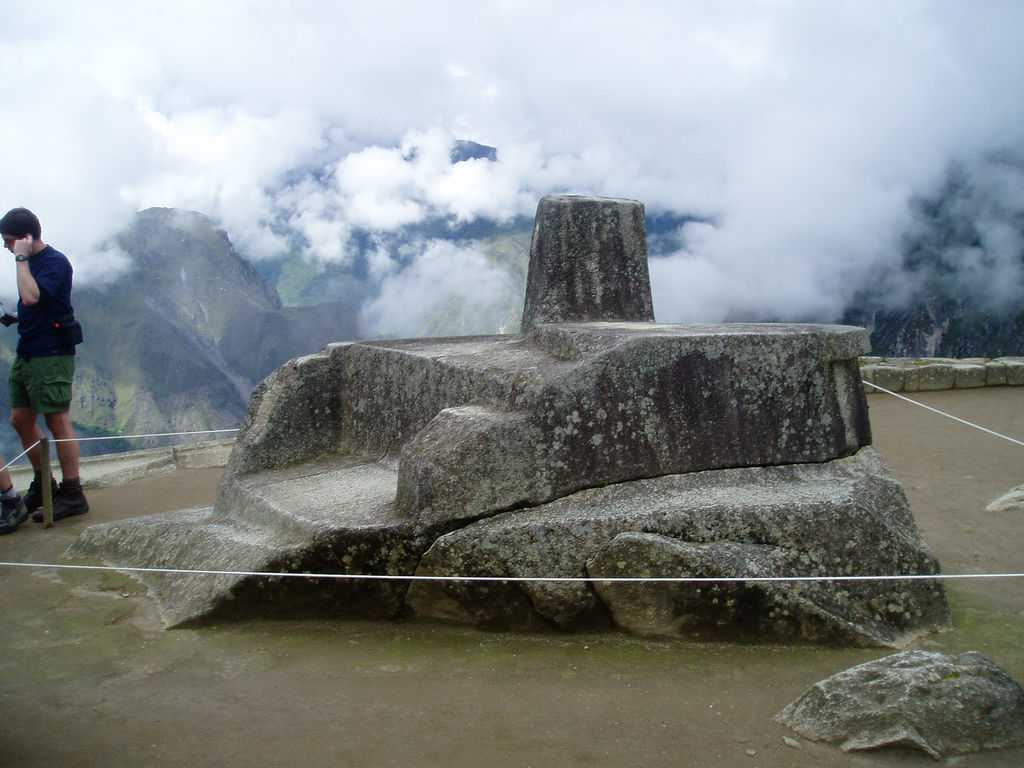
Intihuatana von Machu Picchu

Als Intihuatana (Quechua Intiwatana für „Ort, an dem die Sonne gebunden war“') bezeichnet man rituelle Steine im ehemaligen Reich der Inka in Südamerika. 

## Deutung
Man geht davon aus, dass sie zur astronomischen Zeitbestimmung verwendet wurden.

## Erhaltung
Der wohl bekannteste Intihuatana steht in Machu Picchu. Er wirft um das Frühlings- und Herbstäquinoktium (für Peru um den 23. September bzw. 21. März) keinen Schatten. Ein anderer bekannter Standort eines Intihuatanas liegt in Písac. Man geht davon aus, dass weitere Intihuanas von den spanischen Eroberern des Inkareichs zerstört wurden.

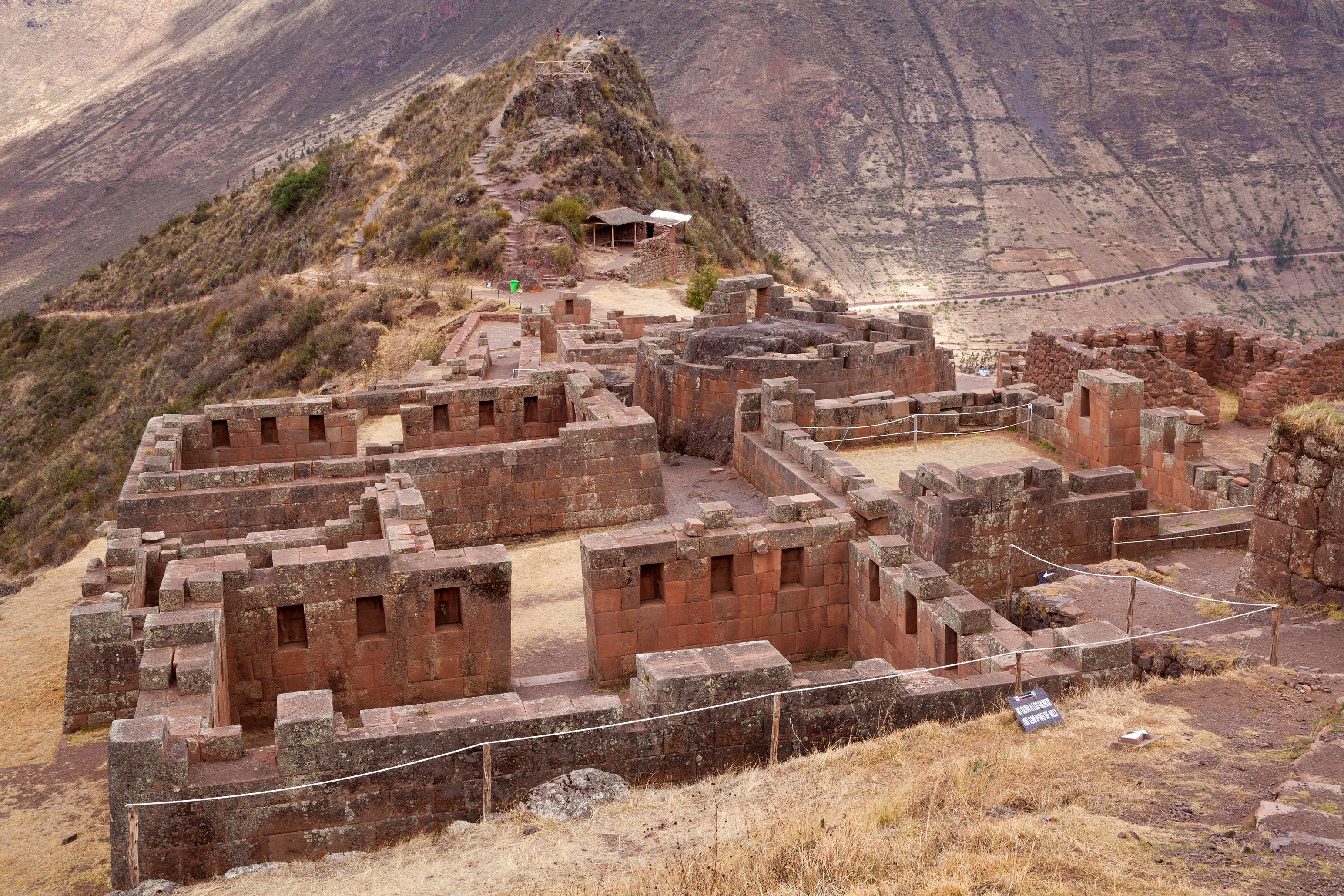
Inka Ruinen oberhalb von Pisac mit Intihuatana auf dem ummauerten Felsen